# Welikaja (Peipussee)
Die Welikaja (russisch Великая, estnisch Velikaja jõgi oder Pihkva Emajõgi, Võro Pihkva Imäjõgi, lettisch Mudava) ist ein Fluss im Westen Russlands.
Die Länge des Flusses beträgt 430 km. Er entspringt im Höhenzug von Beschanizy (Бежаницкая возвышенность). Die Welikaja mündet in den Peipussee. Am Unterlauf ist der Fluss auf ca. 40 km schiffbar.
Das Einzugsgebiet der Welikaja beträgt 25.200 km². Es liegt hauptsächlich in der Oblast Pskow. Größere Städte an der Welikaja sind Pskow, Opotschka und Ostrow.